# Ларионов, Виктор Петрович
Виктор Петрович Ларионов (1935—2014) — педагог, учитель физики, народный учитель Российской Федерации (2000), заслуженный учитель школы РСФСР (1978), награждён орденом Трудового Красного Знамени (1986).

## Биография
Родился 18 апреля 1935 года в деревне Уртызыл Кваркенского района Оренбургской области.
В 1953 году окончил среднюю школу в соседнем селе Гусево Абзелиловского района, затем работал учителем математики и физики в семилетней школе в селе Красная Башкирия. В 1957 году после службы в армии поступил в Магнитогорский педагогический институт на физико-математический факультет, который окончил в 1962 году, по другим сведениям в 1961 году. В 1961 году Виктор Петрович вместе с женой-учительницей приехал в село Агаповку. В 1962—1967 годах работал учителем физики в средней школе № 1 в селе Агаповке Агаповского района Челябинской области. За годы работы (1967—1997) учителем физики в средней школе № 13 города Магнитогорска Виктор Петрович в 1978 году получил звание заслуженный учитель школы РСФСР, в 1986 году был награждён орденом Трудового Красного Знамени. В 1988 году Виктор Петрович Ларионов был делегатом Всесоюзного съезда работников образования. Свою педагогическую деятельность В. П. Ларионов продолжил в Магнитогорском лицее Российской академии наук (МАОУ «Многопрофильный лицей № 1» г. Магнитогорска), где работал учителем физики с 1997 года по 2009 год.
В 2000 году Виктору Петровичу Ларионову было присвоено почётное звание — народный учитель Российской Федерации, он был первым учителем страны, кому было присвоено это высокое звание и единственный Народный учитель России в городе Магнитогорске.
Скончался 7 декабря 2014 года. Похоронен на Левобережном кладбище Магнитогорска.

## Награды и звания
- Орден Трудового Красного Знамени (1986).
- Народный учитель Российской Федерации (2000).
- Заслуженный учитель школы РСФСР (1978).